# Geopark De Hondsrug

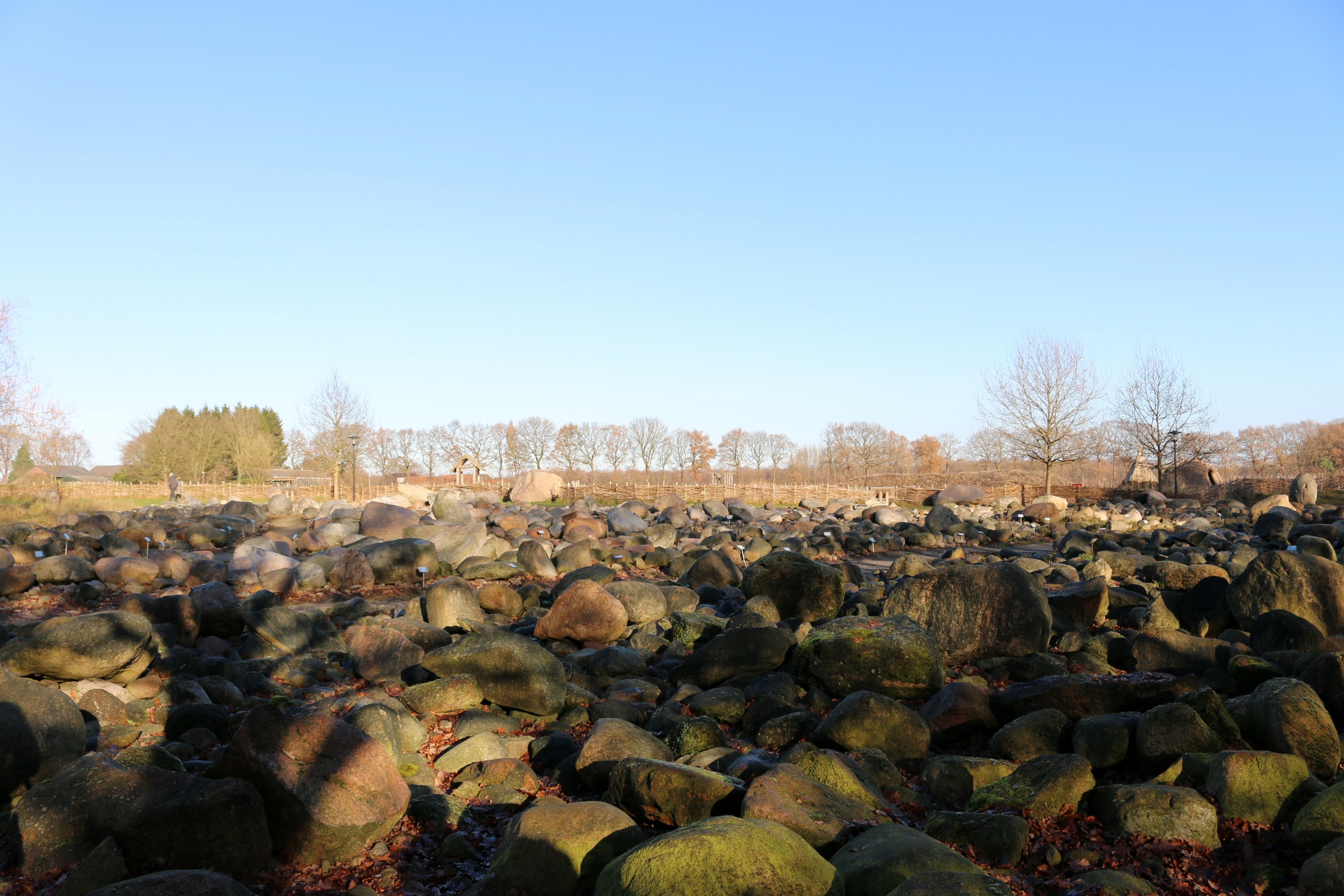
Geopark de Hondsrug in 2016

Geopark De Hondsrug  is een van de twee UNESCO Geoparken in Nederland. Het omvat de Hondsrug die zich uitstrekt van het zuidoosten van Emmen (omgeving Weiteveen) in Drenthe tot in de stad Groningen in de gelijknamige provincie.
Het geologische Hondsrugsysteem, een landschap met ruggen en dalen, is hier is zo’n 150.000 jaar geleden in de ijstijd ontstaan.
In 2010 is het initiatief genomen het Hondsruggebied tot geopark te laten verklaren. Op 5 september 2013 heeft het Europese Geopark Netwerk tijdens de 12e Conferentie in Ascea (Italië) bekendgemaakt dat het gebied de status van Europees Geopark krijgt. In 2016 kreeg de Hondsrug, net als 120 andere wereldwijd bestaande geoparken, de UNESCO-status.